# Dirk Bracke
Dirk Bracke (Sint-Gillis-Waas, 4 juni 1953 – Stekene, 15 juni 2021) was een Belgische schrijver van jeugdboeken. Zijn werk is vertaald in het Deens, Duits, Spaans en Pools. In 2010 verfilmde Hans Herbots Het engelenhuis tot Bo en in 2015 verfilmden Adil El Arbi & Bilall Fallah Black.

## Biografie
Bracke volgde een handelsopleiding in Sint-Niklaas en begon te werken op een postsorteercentrum. Hij publiceerde enkele kortverhalen in de Vlaamse Filmpjes vooraleer hij in 1993 debuteerde met Steen. Hij zette de toon voor zijn verdere werk met Blauw is bitter waarin hij allerlei maatschappelijke thema's aanpakt. De meeste van zijn boeken zijn controversieel en behandelen bijna uitsluitend onderwerpen over de zelfkant van de maatschappij, zoals kinderprostitutie, drugsverslaafde jongeren, Aids, echtscheiding, seksueel geweld, afpersing, brutaliteit, oorlog, vandalisme, LGBTQIA+, instellingen en sociale wantoestanden. De beschrijvingen van seks en geweld zijn onverbloemd.
Voor hij met schrijven begon, deed Bracke uitgebreid onderzoekswerk rond het thema waarover hij wilde schrijven, zodat hij zijn werk een journalistieke toets kon meegeven. Zo had hij voor Het engelenhuis maandenlang gesprekken met geïnterneerde meisjes in de gesloten gemeenschapsinstelling voor Bijzondere Jeugdbijstand De Zande in Beernem. Voor Black reed hij mee met politiepatrouilles door Brussel om inzicht te krijgen in de wereld van de jeugdbendes. Bracke trachtte ervoor te zorgen dat elk verhaal, hoe hard en wreed ook, de lezer achterliet met een positief gevoel.
In februari 2021 kondigde Bracke aan dat hij om gezondheidsredenen moest stoppen met het schrijven van boeken. Hij overleed op 15 juni 2021 in Stekene, België.

## Erkenning
- 1995: Amsterdamse Jeugdjury voor Blauw is bitter
- 1996: Kinder- en Jeugdjury Vlaanderen voor Een vlieg op de muur
- 1997: Prijs Stad Beringen voor Het uur nul
- 1998: Kinder- en Jeugdjury Vlaanderen voor Het uur nul
- 2001: Kinder- en Jeugdjury Limburg voor Stille Lippen
- 2003: Kinder- en Jeugdjury Vlaanderen voor Straks doet het geen pijn meer
- 2003: Kinder- en Jeugdjury Limburg voor Straks doet het geen pijn meer
- 2006: tweede plaats voor Kinder- en Jeugdjury Vlaanderen voor Als de olifanten vechten